# Andriej Boczwar
Andriej Anatoljewicz Boczwar (ros. Андрей Анатольевич Бочвар; ur. 26 lipca?/8 sierpnia 1902 w Moskwie, zm. 18 września 1984 tamże) – radziecki naukowiec w dziedzinie metalurgii.
Był twórcą radzieckiej szkoły naukowej w zakresie materiałów promieniotwórczych, jednym z budowniczych radzieckiego przemysłu jądrowego.

## Nagrody i odznaczenia
- Bohater Pracy Socjalistycznej 1949 i 1954;
- Złoty Medal im. D.K. Czernowa 1970;
- Nagroda Leninowska 1961;
- Order Czerwonej Gwiazdy 1945;
- Order Lenina 1953, 1954, 1946, 1949;
- Order Czerwonego Sztandaru Pracy 1945, 1936
- Nagroda Stalinowska I stopnia 1941, 1949, 1951, 1953;
- medale[2].